# 트럭

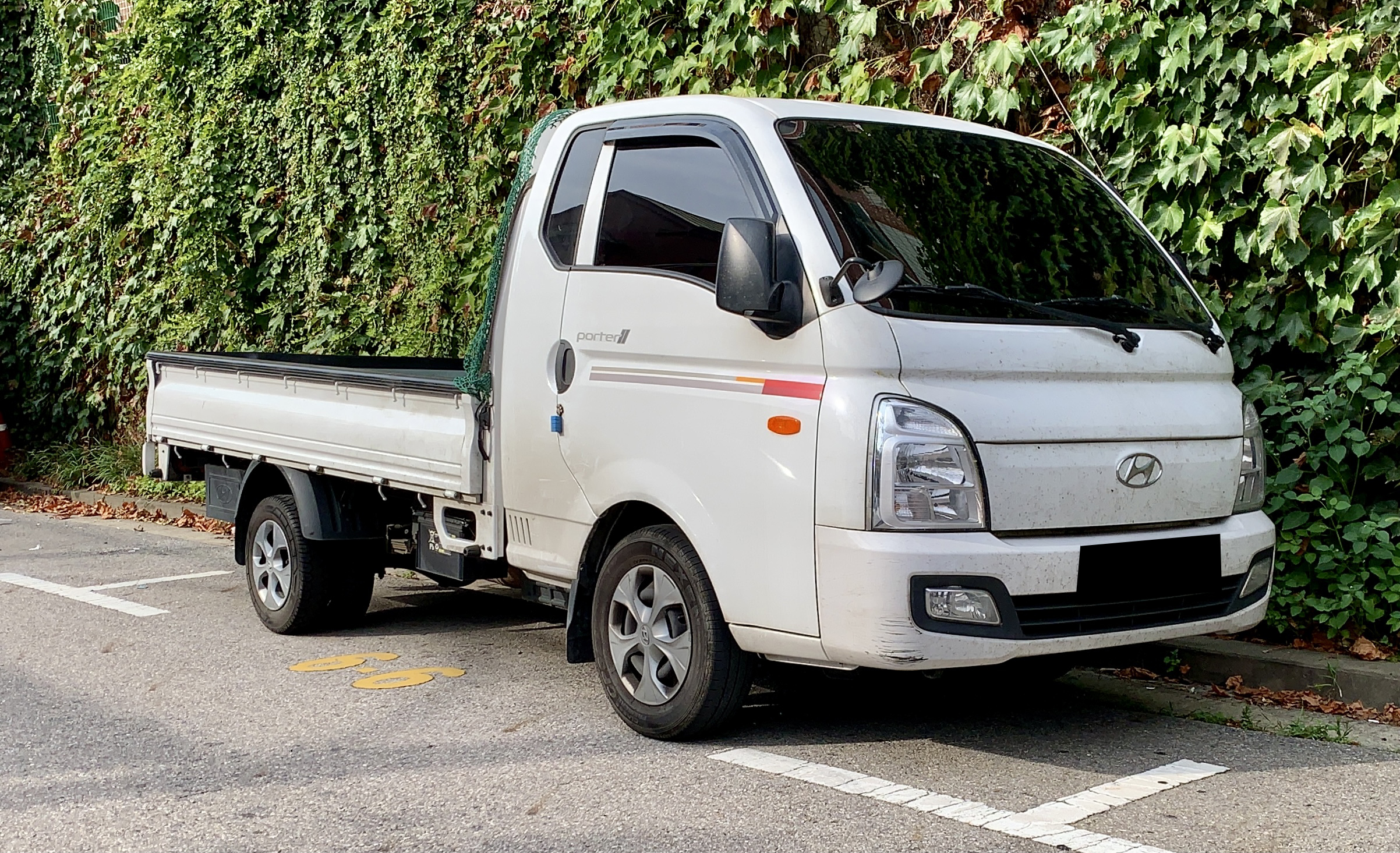
현대 포터

트럭(영어: truck / special vehicle) 또는 화물차(貨物車)는 짐을 실어 나를 때 사용하는 자동차이다. 트럭에는 예전에 주로 휘발유가 사용되었으나 요즘에는 경유가 많이 사용된다. 또한 트럭은 무게의 특성상, 수동변속기가 많이 사용된다. 일부는 액화석유가스가 쓰이기도 한다. 승합차나 승용차 중 밴 모델(현대 스타렉스와 한국GM 다마스)의 경우에도 트럭의 용도로 사용된다. 승용 밴은 보통 전장이 3.6m를 초과해야 화물자동차로 취급되지만 경형 밴은 전장과 관련된 제한 한도에 걸리기 때문에 일반 승용차로 취급된다. 과거 기아 프라이드, 현대 엑셀, 대우 르망 레이서의 승용 밴 외에도, 웨건형 승용 밴이나 중형급 SUV 픽업 트럭, 2인승 짜리 3도어 형태의 SUV 밴형 모델 등도 물론 트럭으로 취급한다. 트럭 중에서 가장 일반적인 형태는 카고트럭이며 카고트럭의 형태에서 탑차나 특장차로 개조되기도 한다. 특장차는 대부분 트럭을 개조하여 만든 것이다.

## 역사

### 증기마차
트럭과 자동차는 공통의 조상을 갖는다. 증기로 구동되는 니콜라스 조셉 퀴뇨가 1769년 제조되었다. 그러나 1800년대 중순까지 증기마차는 일반화되지 못했다.

### 내연 기관
1895년 카를 벤츠는 내연기관을 이용한 사상 최초의 트럭을 설계, 제조하였다.

### 디젤 기관
디젤 기관이 1890년에 발명되었지만, 1930년대까지 유럽의 트럭에 일반화되지 못했다. 미국에서 디젤 기관이 받아들여지는 데에는 시간이 훨씬 더 오래 걸렸다. 가솔린 기관이 1970년대에 중형 트럭에 사용되었다.

## 종류
- 대형 트럭 : 장거리 대량 운송용으로 사용된다. 대부분 영업용으로 사용한다.
- 준대형 트럭 : 대형 트럭과 비슷한 내용이다.
- 중형 트럭 : 장거리 대량 운송용으로 사용된다. 대부분 영업용으로 사용하는데, 대다수가 축개조를 하여 적재 중량을 높이기도 한다.
- 준중형 트럭 : 주로 중, 단거리 대량 운송용으로 사용된다. 대부분 영업용, 개인용으로 사용한다.
- 소형 트럭 : 주로 단거리 소량 운송용으로 사용된다. 영업용과 개인용으로 골고루 사용하며 특히 택배를 운송하는 택배 차량은 대부분 1톤으로 이뤄진 소형 트럭들이다. 대한민국에서는 '봉고트럭', '봉고'[4]로 불리기도 한다. 현재는 현대 포터와 기아 봉고가 생산되고 있으며, 과거에는 현대 리베로, 삼성 야무진이 생산된 적이 있었다.
- 경형 트럭 : 주로 단거리 시내 배달용으로 사용된다. 트럭의 형태로 만들어졌지만, 차종은 경차이다. 이전에는 한국GM 라보를 생산하였으나, 배출가스 규제로 인해 2021년에 단종되었다.
- 픽업 트럭 : 주로 자가용이나 레저용으로 사용된다. 현행 생산되는 차량으로 쌍용 렉스턴 스포츠, 쉐보레 콜로라도 등이 있다.

## 법률상 구분
대한민국 자동차관리법에서는 화물자동차(貨物自動車)로 구분한다. 화물자동차란 '화물을 운송하기에 적합한 화물 적재 공간을 갖추고 화물 적재 공간의 총 적재량이 운전자를 제외한 승객이 승차 공간에 모두 탑승했을 때의 무게가 승객의 무게보다 무거운 자동차'로 규정하고 있으며, 세분화 기준은 적재량과 총중량을 기준으로 아래와 같이 구분한다.
| 차종           | 분류 기준                                                            |
| -------------- | -------------------------------------------------------------------- |
| 경형화물자동차 | 배기량 1,000cc미만으로서 길이 3.6m·너비 1.6m·높이 2.0m 이하인 것     |
| 소형화물자동차 | 최대적재량 1톤 이하인 것으로서 총중량 3.5톤 이하인 것                |
| 중형화물자동차 | 최대적재량 1톤 초과, 5톤 미만이거나 총중량 3.5톤 초과 10톤 미만인 것 |
| 대형화물자동차 | 최대적재량 5톤 이상이거나 총중량 10톤 이상인 것                      |

## 트럭 제조회사
- 다프 트럭(DAF)
- 립벨(Liebherr)
- 르노(Reanult)
- 만(MAN)
- 맥(Mack)
- 메르세데스-벤츠(Mercedes-Benz)
- 볼보트럭(VOLVO)
- 센트리(Century)
- 스카니아(SCANIA)
- 스털링(Sterling)
- 웨스턴 스타 트럭(Western Star)
- 이베코(IVECO)
- 이스즈 자동차(ISUZU)
- 캐터필러(Caterpiller)
- 켄워스(Kenworth)
- 타타대우(Tata Daewoo)
- 테렉스(Terex)
- 피터빌트(Peterbilt)
- 현대자동차(Hyundai)
- 시수 (SISU)
- 포톤 자동차(Foton motors)
- 제이팡(Faw)
- Shacman
- 시노 트럭(Sino)
- 둥펑 자동차(Dongfeng)
- Camc
- 카마즈(Kamaz)
- 마즈(Maz)
- UD 트럭(UD Trucks)
- 히노 자동차(Hino)
- 미쓰비시 후소(Mitsubishi Fuso)
- 나비스타 인터내셔널(International)
- 쌍용자동차(Ssangyong)
- 두산(DOOSAN)
- 타트라 자동차(TATRA)
- 폭스바겐 트럭(Volkswagen Truck)
- 타타 자동차(TATA)
- 현대 기아

## 트럭 사각지대
트럭은 승용차와 오토바이보다 차체가 크기 때문에 사각지대도 승용차보다 훨씬 커지고 넓어지게 된다. 특히, 대형 트럭은 사각지대가 상당히 커지고 넓어지기 때문에 승용차와 오토바이, 킥보드와 자전거, 사람이나 동물들이 트럭에 쉽게 치여서 사각지대 사고가 날 수 있는 것이 취약할 수 밖에 없다.

### 트럭 사각지대로 인한 사고

#### 경기 하남 킥보드 트럭 사고
2020년 11월, 경기도 하남에서는 도로 가장자리를 지나던 킥보드가 트럭에 치여 킥보드 이용자가 그곳에서 목숨을 잃고 말았다. 트럭 운전기사가 킥보드를 전혀 보지 못했다고 진술한 것으로 잘 알려졌다고 한다.

#### 서울 선릉역 사거리 오토바이 사고
2021년, 서울 강남의 선릉역 사거리에서 오토바이 배달부가 트럭에 깔려 오토바이 배달부가 그곳에서 목숨을 잃고 말았다. 트럭 운전기사가 조수석 거울로 오토바이를 전혀 보지 못했다고 진술한 것으로 잘 알려졌다고 한다.

## 같이 보기
- 캡오버(영어판)
- 승용차
- 버스
- 픽업 트럭
  - 몬스터 트럭
- 덤프 트럭
- 레미콘
- 트레일러
- 로드 트레인